# Haplophyllum dubium
Haplophyllum dubium är en vinruteväxtart som beskrevs av Evgenii Petrovich Korovin. Haplophyllum dubium ingår i släktet Haplophyllum och familjen vinruteväxter. Inga underarter finns listade i Catalogue of Life.